# 宮崎葵
宮崎葵（日语：／ Miyazaki Aoi，1985年11月30日—），日本知名女演員，東京都出身，現為Hirata Office旗下藝人。哥哥為演員宮崎將，兄妹曾多次共演，哥哥其後引退。

## 經歷
宮崎葵4歲時，母親以「可以留下回憶」的理由，鼓勵宮崎以童星身分出道。童星時期的宮崎葵，零星參與電視劇的客串演出和平面雜誌的拍攝。
1999年，宮崎葵演出大林宣彥導演作品《那一個夏天》，正式以演員身分出道。20歲前，曾與青山真治、鹽田明彥等知名的非主流電影導演合作。翌年，在青山真治執導的電影《人造天堂》片中飾演公車挾持案的倖存者，因心理創傷而罹患了失語症，以此片獲得電影圈的注目（此片亦獲得國際影評人費比西獎及天主教人道精神獎），宮崎葵亦獲第16回高崎電影節最佳新人獎。
2001年，初次主演電影《害蟲》，和蒼井優共演，宮崎在片中詮釋的邊緣少女游離感獲得南特電影節影后，為個人生涯首座最佳女主角獎。2002年，回到電視圈，初次主演知名系列電視劇《手機刑警錢形愛》。
2003年，首次主演舞臺劇《小王子》，獲得第41回金箭獎舞臺劇新人獎。2005年，在暢銷漫畫《NANA》所改編的真人版電影《Nana》中飾演女主角「小松奈奈」而大受歡迎，此片亦居2005年日本年度國內電影總票房第四位，觀影人次300萬人，票房達40.3億日圓。宮崎在獨立製片和主流電影作品之間皆獲得口碑和肯定。
2006年，首次主演NHK晨間劇，播出半年超過150集的《純情閃耀》，一舉打開宮崎在日本觀眾群的知名度，其鮮活的詮釋了劇中「有森櫻子」歷經二次大戰等時期、一肩擔起味噌家業的年輕女子。此劇平均收視率達19.4%，宮崎亦獲得第50回日劇學院賞等多項電視劇演技獎的肯定。同年，和玉木宏雙主演市川拓司同名小說《戀愛寫真》的改編電影《現在只想愛你》，及與李準基雙主演日韓合作的電影《初雪之戀》等電影，皆備受注目。
2007年12月31日，宮崎獲NHK邀請擔任第58回NHK紅白歌合戰評審，並介紹樂團DREAMS COME TRUE出場。翌年，主演NHK大河劇《篤姬》，第一集播出時的年齡為22歲又1個月，成為「史上最年輕的大河劇主演演員」，亦為第一位NHK晨間連續劇女主角單獨擔任大河劇主演的演員（前一位松嶋菜菜子的《利家與松》為與唐澤壽明雙主演）。《篤姬》創下平均24.5%的高收視率，宮崎個人也獲得第59回日劇學院賞等多項最佳女主角獎的肯定。同年，擔任Armani亞洲區EMPORIO系列代言人，為日本多家媒體雜誌所選出的2008年度最活躍人物。日劇學院賞史上，宮崎是以NHK晨間劇和NHK大河劇獲得最佳女主角獎其中一位的女演員(另一位為吉高由里子)。
2009年，和《篤姬》同時拍攝的電影《少年手指虎》上映，此片和其後的《手拉你》皆至台灣等地宣傳，其中，更以極少接觸的喜劇題材《少年手指虎》入圍第33回日本電影金像獎最佳女主角獎。其後，和大竹忍雙掛主演的電影《媽媽的出嫁》亦到釜山國際電影節宣傳。
2011年，與堺雅人繼《篤姬》首度合作獲得好評後，再次共同主演電影《阿娜答有點blue》，該片入選為金馬獎閉幕影片，11月25日至台灣宣傳並擔任金馬獎（最佳剪輯、最佳音效獎）頒獎人。
除了電視劇、電影和舞台劇，2012年亦為知名動畫導演細田守作品《狼的孩子雨和雪》配音，細膩地演繹出女主角獨力扶養孩子的堅強性格。早期宮崎的發展重心在於電影，多部邊緣游離感少女的內斂詮釋獲得好評；其後電視劇的重要代表作如《純情閃耀》、《篤姬》等，角色泰半為堅毅、溫暖性格的女子，從十幾歲少女時期演繹至老年時期，細膩的轉變和感染力獲得當時多位電視評論家的肯定。

## 個人生活

### 婚姻
2007年6月15日，未滿22歲即和演員高岡蒼甫透過事務所發表聲明，宣布結婚聲明，僅舉行小型婚禮，未向媒體公開。2011年，宮崎與高岡在12月28日聯名傳真到各大媒體，宣布離婚。。
2017年12月24日宣布和V6的成員岡田准一結婚。
2018年5月19日，宣布懷有一子。10月16日，媒體刊登其子已平安出生之新聞。

### 人物
- 共演電影《ハブと拳骨》的男主角尚玄、電影《少年手指虎》導演宮藤官九郎在雜誌訪問中透露宮崎葵拍戲現場切換情緒極為快速，收放自如。共演電影《現在只想愛你》的玉木宏亦表示宮崎葵是全心投入型的演員。
- 因合作電影《害蟲（日语：害虫 (映画)）》、特別企劃電視劇《青と白で水色》、合拍廣告、多本雜誌共同受訪，與演員蒼井優熟識，互稱「葵」與「優」。與蒼井優並稱「DOUBLE AOI」，兩人公認是日本電影年輕女演員中演技派的佼佼者。
- 與Becky、栗山千明、松本真理香、須藤溫子（日语：須藤温子）共同演出《秘密俱樂部》及株式會社系列電視劇而成為好友，宮崎葵個人的每月專欄連載亦多次提及探班、私下相約外出、慶祝生日等事，宮崎葵結婚亦首先向Becky、松本真理香、須藤溫子報告。
- 興趣為攝影、指甲彩繪、料理、欣賞電影和音樂。
- 攝影時的愛用相機型號除了代言的Olympus E-410,E-510,E-420,E-520,E-30,E-620，還有Nikon的FM3a、寶麗來的SX-70。
- 在電影《現在只想愛你》，女主角里中靜流的個人攝影展中，片中展示的國外攝影照均為宮崎葵本人所拍攝的（《王樣のブランチ》節目中介紹）。
- 欣賞的歌手為木村KAELA、Hanaregumi（日语：ハナレグミ）、日本樂團DREAMS COME TRUE。
- 與西島秀俊、松田龍平、小出惠介 、瑛太等人多次合作，與勝地涼共演至少6次（《新函館人（日语：パコダテ人）》、《神啊！請等一下（日语：ちょっと待って，神様）》、《篤姫》、《少年手指虎》、《往復書簡：二十年後的作業》、《溫哥華的朝日》等片）。
- 姓氏的正確用字為，而非常見的「宮崎」。但本人曾表示不介意大家使用何字，因「﨑」字有時使用不便（古字，多數輸入法無此字）。[10]

## 戲劇作品

### 電影
- 《那一個夏天（日语：あの、夏の日）》（1999年）飾演 小林玉
- 《淀川長治物語・神戶篇 サイナラ》（2000年）飾演 淀川富子
- 《sWinG maN》（2000年）飾演 水瀨雙美
- 《人造天堂（日语：EUREKA (映画)）》（EUREKA，2000年）飾演 田村梢
- 《害蟲（日语：害虫 (映画)）》（2001年）主演‧飾演 北サチ子[11]
- 《新函館人（日语：パコダテ人）》（2002年） 主演‧飾演 日野ひかる
- 《富江- 最終章～禁斷的果實～》（2002年） 主演‧飾演 橋本登美惠
- 《Lover's Kiss（日语：ラヴァーズ・キス）》（2003年） 飾演 川奈依里子
- 《Love Gun（日语：ラブドガン）》（2004年） 飾演 小諸觀幸
- 《青之車（日语：青い車 (映画)）》（2004） 飾演 佐伯このみ
- 《理由》（2004年） 飾演 石田由香利
- 《狗狗心事》（2005年）單篇主演，飾演 美香
- 《Nana》（2005年） 主演‧飾演 小松奈奈
- 《第三凶間（日语：ギミー・ヘブン）》（2006年）飾演 路木麻里
- 《神啊神！你為何離開我（日语：エリ・エリ・レマ・サバクタニ）》（2006年1月）
- 《喜歡你。（日语：好きだ。）》（2006年上映，2003年拍攝） 主演‧飾演 ユウ
- 《三億圓懸案之初戀》（2006年） 主演‧飾演 みすず
- 《現在只想愛你》（2006年） 主演‧飾演 里中靜流
- 《海之語（日语：海でのはなし）》（2006年） 主演，飾演 吹野楓（向SPITZ致敬特別企劃）
- 《東京鐵塔：我的母親父親》（2007年）客串，飾演 電臺DJ
- 《初雪之戀（日语：初雪の恋 ヴァージン・スノー）》（2007年） 主演‧飾演 佐佐木七重
- 《悲傷假期（日语：サッド ヴァケイション）》（2007年） 飾演 田村稍
- 《向陰天綻放（日语：陰日向に咲く）》（2008年） 一人分飾兩角，鳴子、壽子
- 《ハブと拳骨》（2008年）東京影展參賽作
- 《黑暗中的孩子們（日语：闇の子供たち）》（2008年） 飾演 音羽惠子[12]
- 《少年手指虎》（2009年） 主演‧飾演 栗田かんな[13]
- 《劍岳～點之記（日语：劒岳 点の記）》（2009年） 飾演 柴崎葉津よ[14]
- 《手拉你》（2010年） 主演‧飾演 井上芽衣子
- 《媽媽的出嫁（日语：オカンの嫁入り）》（2010年） 主演‧森井月子
- 《神的診療簿》（2011年） 主演‧飾演 栗原榛名[15]
- 《阿娜答得了憂鬱症》（2011年）飾演 高崎晴子
- 《我的母親手記（日语：わが母の記）》（2012年）飾演 伊上琴子
- 《天地明察》（2012年）  飾演 村瀨えん
- 《北方的金絲雀》（2012年）飾演 安藤結花
- （2013年） 飾演 妻利愛子
- 《字裡人間》（2013年） 飾演 林香具矢
- 《花瓣舞》ペタル ダンス（2013年）[16]
- 《最初的路（日语：はじまりのみち）》飾演 老師（兼任旁白）
- 《神的診療簿2》（2014年） 主演‧飾演 栗原榛名
- 《球場上的朝陽》（2014年12月20日）飾演 笹谷トヨ子
- 《如果這世界貓消失了》（2016年，東寶）飾演 女朋友
- 《生日卡片》（2016年，東映）飾演 鈴木芳惠
- 《怒》（2016年，東寶）飾演 槙愛子[17]
- 《最後的食譜：麒麟之舌（日语：ラストレシピ〜麒麟の舌の記憶〜）》（2017年，東寶）飾演 山形千鶴
- 《大名破產（日语：大名倒産）》（2023年，松竹）飾演 夏
- 《愛很真 水很深（日语：クレイジークルーズ）》（2023年，Netflix）主演‧飾演 盤若千弦
- 《秒速5公分》（2025年，東寶）飾演 輿水美鳥

### 電視劇
- 《真・女神転生デビルサマナー（英语：Shin Megami Tensei: Devil Summoner）》第10話・第12話（1997年，東京電視台） 飾演 あゆみ（惡魔）
- 《元祿繚亂》（1999年，NHK） 飾演 矢頭小夜
- 《調皮三人組（日语：ズッコケ三人組）》（1999年，NHK） 飾演 キキョウ
- 《ブースカ! ブースカ!!》 第25話（1999年 - 2000年，東京電視台） 飾演 魔女っ子カメちゃん
- 《20歲的結婚（日语：20歳の結婚）》（2000年，TBS） 飾演 中願寺栞
- 《GirL》（2000年，日本電視台） 飾演 南あずさ，主演
- 《秘密倶樂部 o-daiba.com（日语：o-daiba.com#秘密倶楽部o-daiba.com）》（2000年 - 2001年，富士電視台深夜劇） 飾演 高原零
- 《株式會社 o-daiba.com（日语：o-daiba.com#株式会社o-daiba.com〜美少女IT戦士リアルシスターズ）》（2001年，富士電視台） 飾演 高原零
- 《R-17（日语：R-17）》 第5話・第6話（2001年，朝日電視台） 飾演 野村ゆかり
- 《玫瑰人生（日语：フレーフレー人生!）》（2001年，讀賣電視台） 飾演 結城杏子
- 《藍與白形成的蔚藍色（日语：青と白で水色）》SP（2001年，日本電視台） 主演‧飾演 內山楓
- 《幸福的尾巴（日语：しあわせのシッポ）》（2002年，TBS） 飾演 笹本萌
- 《手机刑警钱形爱》（2002年 - 2003年，BS-i） 主演‧飾演 錢形愛
- 68FILMS《東京少女》 第二集「寄生木」YADORIGI 實驗性短片（2003年，BS-i、BS富士）主演‧飾演 無名女子（與西島秀俊）
- 《North Point（日语：ノースポイント）》Port Town（日语：ノースポイント#ポートタウン）篇（2003年，北海道文化放送） 主演‧飾演 紺野奈美
- 《神啊！請等一下（日语：ちょっと待って、神様）》（2004年，NHK） 飾演 天城秋日子
- 《理由（日语：理由 (小説)#ドラマW 2004年版）》（2004年，WOWOW）宮部美幸原著小說改編 飾演 石田由香里
- 《爸爸的海、我的天空（日语：父の海、僕の空）》（2004年，日本電視台） 飾演 朝井ほのか
- 《純情閃耀》﹝櫻子﹞（2006年，NHK晨間劇） 主演‧飾演 有森櫻子
- 《篤姬》（2008年，NHK大河劇） 主演‧飾演 篤姬
- 《蝴蝶小姐～最後的武士之女》（2011年，NHK）  主演‧飾演 伊東蝶（小蝶）
- 《Going My Home》（2012年，關西電視台）  飾演 下島菜穂
- 《阿淺來了》（2015年，NHK晨間劇） 飾演 今井初→眉山初
- 《眩: 北齋之女（日语：眩〜北斎の娘〜）》（2017年，NHK） 飾演 榮
- 《兄妹》（2018年，TBS） 飾演 赤座桃子
- 《爛漫》（2023年，NHK晨間劇） 旁白
- 《豐臣兄弟！》（2026年，NHK大河劇） 飾演 阿市

### 配音
- 電視動畫《魔法遣いに大切なこと》。宮崎葵第一次配音，飾演　菊池ユメ
- 失序森林-銀髮阿基德（2004年）動畫電影。飾演 トゥーラ
- 動畫電影《Colorful；借來的100天》飾演 佐野唱子
- 動畫電影《狼的孩子雨和雪》飾演 花（導演細田守）
- 動畫電影《怪物的孩子》飾演 九太（少年時期）（導演細田守）
- 動畫電影《鏡之孤城》飾演 喜多嶋老師（導演原惠一）
- 2023年上半年NHK晨間劇《爛漫》飾演 旁白

### 舞臺劇
- 音樂舞臺劇「星星王子」（2003年8月初次公演，2005年8月二度公演） 主演‧飾演 星星王子
- 舞臺劇「その夜明け、嘘。」（2009年2月7日～2月22日公演，兵庫縣加演4場，共23場）主演

### 廣播劇
- FMシアター 翔べない豚さん（2002年2月9日，NHK-FM） 主演‧飾演 山瀬あずみ
- ENEOS ON THE WAY COMEDY 道草 經濟學部上村教授（2002年8月19日～22日，TOKYO-FM）特別來賓 飾演 上村春子
- 在世界的中心呼喊愛情（2004年5月4日，TOKYO-FM） 主演‧飾演 廣瀨亞紀。男主角松田龍平

## 獎項
- 2001年電影《人造天堂（日语：EUREKA (映画)）》
  - 第11回日本電影專業大獎（日语：日本映画プロフェッショナル大賞） 新人獎勵賞
  - 第16回高崎電影節（日语：高崎映画祭） 最佳新人女演員獎
- 2002年電影《害蟲（日语：害虫 (映画)）》
  - 第23回南特電影節 最佳女主角
  - 第15回日刊體育電影大賞 新人獎
- 2003年舞臺劇《小王子》
  - 第41回金箭獎（日语：ゴールデンアロー賞） 舞臺劇新人獎
- 2006年NHK晨間劇《純情閃耀》
  - 第44回金箭獎 電視劇新人獎
  - 第50回日劇學院賞 最佳女主角
  - 第15回橋田賞
- 2008年NHK大河劇《篤姬》
  - 第45回銀河賞個人獎（該獎項為電視圈最高榮譽獎項，宮崎葵亦為首位得到此獎的大河劇演員）
  - 第59回日劇學院賞 最佳女主角
  - TV LIFE第18回年度電視劇大賞 最佳女主角
  - TV Navi 日劇年度大賞 最佳女主角
  - Élan d'or賞（日语：エランドール賞） 新人獎
  - 第12回日刊體育日劇大賞 最佳女主角
- 2009年電影《少年手指虎》
  - 第33回日本電影學院獎 優秀主演女優賞
- 2011年電影《阿娜答得了憂鬱症》
  - 第16回日刊體育電影大賞 最佳女主角
  - 第35回日本電影學院獎 優秀主演女優賞
- 2012年電影《我的母親手記（日语：わが母の記）》
  - 第36回日本電影學院獎 優秀助演女優賞
- 2013年電影《宅男的戀愛字典》
  - 第37回日本電影學院獎 優秀主演女優賞
- 2016年
  - 第40回山路文子電影獎 年度女優賞（《怒》）
  - 第29回日刊體育電影大獎 助演女優賞（《怒》、《生日卡片》）
  - 第40回日本電影學院獎 優秀主演女優賞（《怒》）、優秀助演女優賞《生日卡片》）

## 音樂錄影帶
- NUMBER GIRL「I Don't Know」（電影「害蟲」劇中影像）
- the Indigo「UNDER THE BLUE SKY」
- 美夢成真「やさしいキスをして」
- RIP SLYME「Dandelion」
- キンモクセイ「冬の磁石」
- 中島美嘉「GLAMOROUS SKY」（電影「NANA」劇中影像）
- 元千歲「青のレクイエム」（電影「三億圓懸案之初戀」的影像）
- 大塚愛「戀愛寫真」（電影「現在只想愛你」劇中影像）
- 森山直太朗「未來～風の強い午後に生まれたソネット～映画ver.」（電影「初雪之戀」劇中影像）
- Fly to the Sky「My Angel」 、「今日也美麗」
- RIP SLYME「Tales」（東京地下鐵「TOKYO HEART」廣告片段）
- 美夢成真「連れてって 連れてって」
- Rainbow Girl（feat.Gero/葵以動漫形式出場）
- SEKAI NO OWARI「眠り姫」

## 電視特輯
- てれび絵本「おとなりさん」（初回放送2006年9月7日 - 《純情閃耀》播出期間）
- ザ・ノンフィクション - 「聆聽地球的脈動　宮崎葵馬爾地夫之旅」（2006年10月15日- CX）
- 「ぴあのピア」（2007年1月8日- NHKデジタル衛星ハイビジョンとBS2で放送）
- 聯合國兒童基金會特別企劃「給未來的孩子們 解救地球危機的金錢使用法（页面存档备份，存于）」＆宮崎將的孟加拉之旅（2007年9月3日- TBS）
- 頂尖人物（2008年11月17日- NHK）
- 「宮崎あおい、心にしみるアフリカ ～生命閃耀大地　非洲盧安達之旅～]（2009年3月1日- 靜岡TV）
- 課外授業 ようこそ先輩 - 武器を持つ？持たない？〜紛争解決人 伊勢崎賢治 - （2009年10月4日 NHK総合）
- NHK特別企劃「ふしぎがり〜まど・みちお 百歳の詩〜」 - （2010年1月30日 NHK総合）

## 出版物

### 寫真集
- イクない？（2001年5月25日發行）
- to 16（2001年11月發行）
- （2001年12月25日發行）
- Happy Tail（2002年4月26日發行）
- Nature（2003年6月9日發行）（網路下載式）
- 20TH ANNIVERSARY 光（2005年11月30日發行）

### VIDEO・DVD
- 宮崎葵～Colors～（2002年1月25日發行）
- 宮崎葵 in 新函館人（2002年2月25日發行）
- moratorium（モラトリアム）（2002年11月22日發行）
- OLARE（オラレ）（2003年11月6日發行）
- Foto por favor（フォトポルファボール）（2003年11月6日發行）
- OLARE / Foto por favor 2本裝 + photo book（2003年11月6日發行）
- NONFIX 京都之戀（2003年11月19日發行）

### 書籍
- the+me（テーマ）（2001年12月25日發行）
- 祈り（2005年11月30日發行）
- 宮崎葵與宮崎將合著《不足的和平（たりないピース）》（2006年5月11日發行、小學館）
- 宮崎葵與宮崎將合著《Love，Peace & Green（たりないピース2）》（2007年11月16日發行、小學館）

### 連載
- CM NOW（玄光社）「春夏秋冬 はる なつ あき ふゆ」（2003年5・6月號 - 2006年5・6月號）
- Cut雜誌每月連載「宮崎あおい日々のあわ」（2008年6月號～）
- ウフ.雜誌專欄「あおい歲時記」（2006年7月號～2007年7月號）「なんてことない今日だけど」（2007年8月號～2009年5月號）

## 外部連結
- 宮崎葵官方網站（页面存档备份，存于）
- 平田事務所官方網站（页面存档备份，存于）
- 宮崎葵在互联网电影资料库（IMDb）上的資料（英文）

- 武則天